# Buchonomyia burmanica
Buchonomyia burmanica är en tvåvingeart som beskrevs av Lars Brundin och Ole Anton Sæther 1978. Buchonomyia burmanica ingår i släktet Buchonomyia och familjen fjädermyggor.
Artens utbredningsområde är Myanmar. Inga underarter finns listade i Catalogue of Life.